# Bocaja
Bocaja är en ort i Mexiko.   Den ligger i kommunen San Salvador och delstaten Hidalgo, i den sydöstra delen av landet, 90 km norr om huvudstaden Mexico City. Bocaja ligger 1 970 meter över havet och antalet invånare är 550.
Terrängen runt Bocaja är platt åt nordost, men åt sydväst är den kuperad. Runt Bocaja är det ganska tätbefolkat, med 120 invånare per kvadratkilometer. Närmaste större samhälle är San Salvador, 1,8 km norr om Bocaja. Omgivningarna runt Bocaja är en mosaik av jordbruksmark och naturlig växtlighet.